# Sharabha

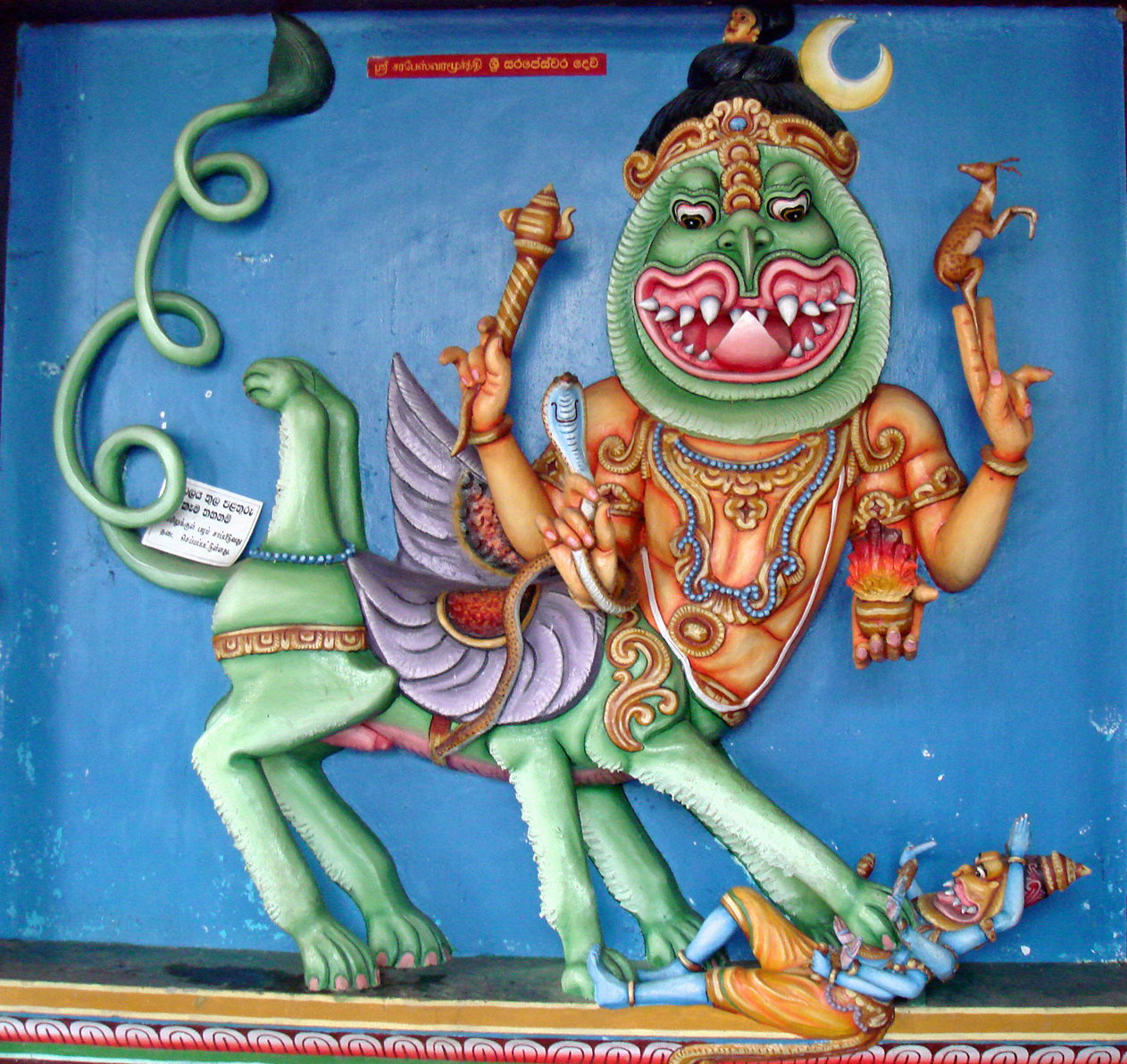
Shiva como Sharabha sometiendo a Narasimha (Lord Visnú), vista desde el templo Munneswaram en Sri Lanka.

Sharabha (en sánscrito: शरभ, AITS: Śarabha) es el nombre con el que se denomina a una criatura y a la deidad con esta forma en religión y mitología hindú, representada por una criatura mitad león y mitad ave dentro de la mitología hindú; el cual en escrituras shivaístas es asociado con una forma del dios Shiva. Según la literatura sánscrita, se trata de una bestia de ocho patas más poderosa que un león y un elefante, además de capaz de matar a uno de los primeros y de atravesar un valle de un solo salto. En cambio en la literatura posterior, se lo describió como un ciervo de ocho patas; por lo cual su forma puede variar de entre diferentes tradiciones.
La versión más conocida, correspondiente a escrituras shivaístas, narra que la deidad Shivá se encarnó con la forma de Sharabha para poder lograr domar a Narasinja, (el avatar hombre-león del dios Visnú), con el objetivo de devolverlo a su forma original, que representa la armonía. Es así como se lo conoce como Sarabeshwara («Señor Sharabha») o Sharabeshwaramurti. En cambio, los Vaishnavas refutan la imagen de Narasimha como destruida por Shiva-Sharabha y consideran a Sharabha como un nombre de Visnú. Igualmente otra historia narra que Visnú en cambio asumió la forma del feroz pájaro-animal Gandaberunda para poder combatir a Sharabha. 
En el budismo, figura en un jataka como un nacimiento previo del Buda. La imagen de Sharabha se usó asimismo en el escudo del estado indio de Karnataka, en el de la Universidad de Mysore y en el logotipo de la empresa Karnataka Soaps and Detergents Limited.

## Evolución del personaje e iconografía
En la literatura sánscrita, se describe originalmente a Sharabha como un animal que rugía y asustaba a otros animales en las colinas y los bosques; a su vez, se compara a los guerreros con este avatar. Para el Mahabharata, Sharabha es un monstruo que mata leones, que tiene ocho piernas, además de ojos en la parte superior; habita en los bosques y come carne cruda. También se menciona que reside en el monte Krauncha, pero no como un monstruo, sino como una bestia común junto con leones y tigres en el monte Gandhamadana. La epopeya también incluye a Sharabha en la lista de animales comestibles: los mrigajatis, el grupo de animales de antílopes, ciervos, liebres, osos, ciervos ruru, sambar, gayal, jabalí y búfalo, que se ofreció como parte de la comida en la cena a los invitados. Sharabha también es el nombre de un rey mono en el poema épico Ramayana. Al definir el tema de la selva y el aroma de las carnes en la medicina hindú, Sharabha se ha contado entre los ciervos nativos de Cachemira, Nepal y Sikkim. Sin embargo, entre sus características se mencionan ocho patas, el tamaño de un camello, cuernos gigantescos y una apariencia general que recuerda vagamente a una cabra de los Himalayas de gran tamaño.

### Encarnación de Shiva
En la literatura puránica, Sharabha está asociado con el dios Shiva, quien se encarnó en esta forma para poder vencer a la manifestación más violentas de Visnú. La leyenda de Sharabha luchando contra Narasinja, la forma de hombre-león de dicho dios, pone de manifiesto la rivalidad pública entre los devotos shivaistas y visnuistas, en su aspecto más cruento.; aunque igualmente puede representar la restauración del equilibrio entre las fuerzas fundamentales del ciclo cósmico que representan ambas deidades, si alguna de estas fuerzas esta desatada. Según Janmajit Roy, el encuentro entre Narasinja y Sharabha es una versión shivaísta de un relato védico de Visnú que describe su enfrentamiento con el jabalí. El Shiva-purana describe a Sharabha como un ser con miles de brazos, rostro de león, cabello enmarañado, alas y ocho patas. En el Sharabha Upanishad, se representa con dos cabezas, dos alas, ocho patas de león con garras afiladas y una cola larga. Asimismo, en el Kalika Purana, que versa sobre la lucha entre Sharabha y Varaha, el jabalí de Visnú, se afirma que el avatar de Shiva es negro y posee cuatro patas en el suelo y cuatro levantadas, además de un cuerpo enorme. También se menciona su cara y nariz alargadas, sus uñas, sus ocho patas, sus ocho colmillos, los mechones de su melena y su cola larga; salta alto repetidas veces y da gritos fuertes.

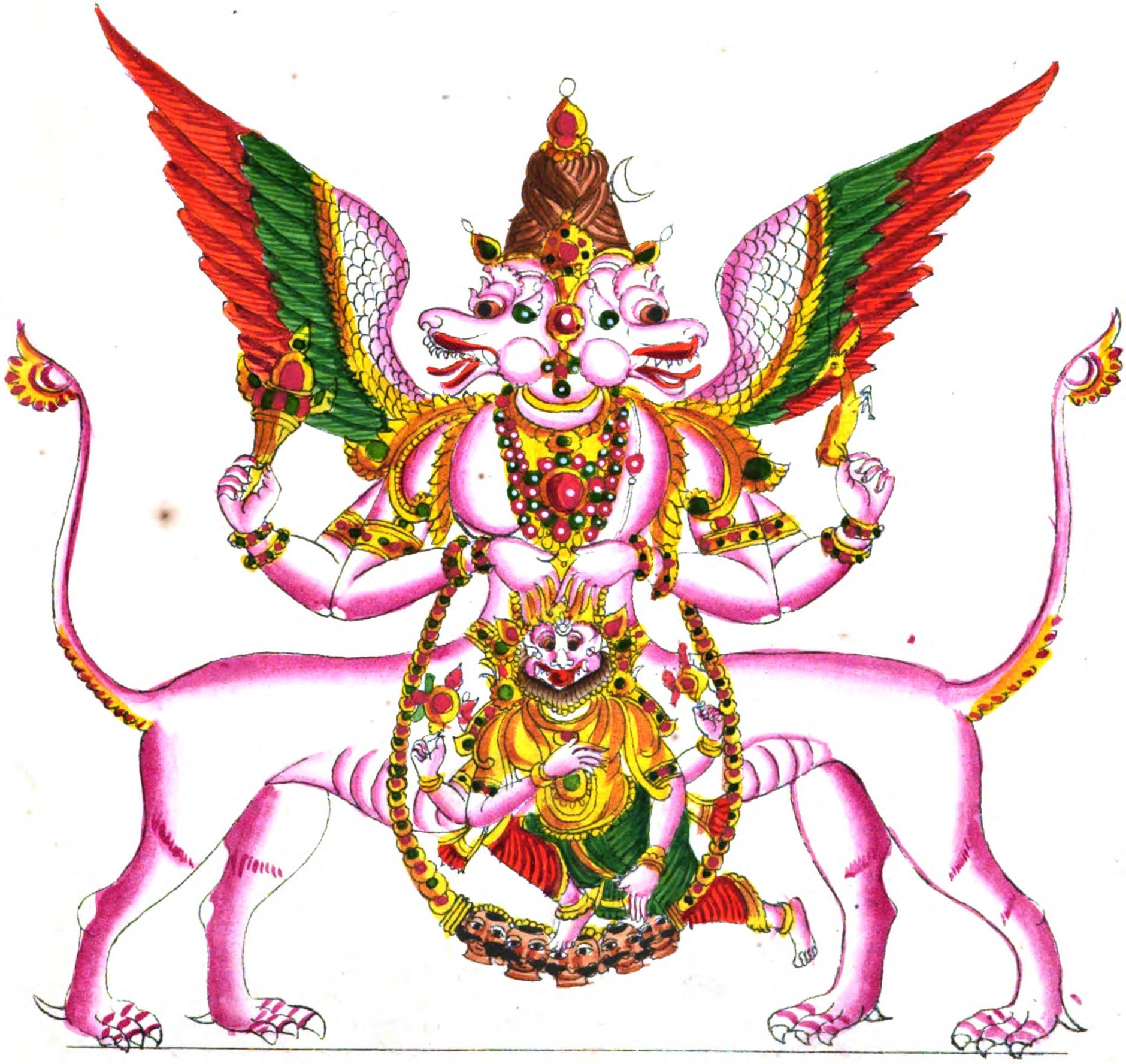
Sharabha de dos cabezas con cuatro patas.

Su iconografía se define específicamente en textos como el Khamikagama y el Sritattvanidhi. En el primero, Sharabha es un ave dorada con un par de alas levantadas, ojos rojos, cuatro patas de león apoyadas en el suelo y otras tantas con las garras a la vista y una cola de animal. La parte superior del cuerpo es humana, pero su rostro es el de un león con una corona adornada; la representación de sus colmillos laterales da una impresión general de espanto. También suele mostrarse a Narasinja bajo sus pies en forma humana y realizando el mudra anjali, gesto de oración con las manos dobladas.
En el segundo, Sharabeshwaramurti aparece con treinta brazos; los de la derecha sostienen un rayo, hacen los mudras de mushti —puño—, abhaya —palma extendida—, shakti, portan una chakra —disco—, un danda, un látigo para elefantes, una espada, una khatvanga, un hacha, un mala, un hueso, un arco, musala y fuego; los de la izquierda presentan un lazo, una joya, una maza, una flecha, una bandera, otra espada, una serpiente, una flor de loto, una kapala, un libro, un arado y un mridanga, además de rodear a Durga con el último brazo libre. Esta representación, según este culto, puede atraer la buena suerte, curar enfermedades y destruir a los enemigos.
La dinastía Chola de Tamil Nadu era especialmente favorable hacia la secta shivaísta; su aspecto sectario se acentuó durante este reinado. Esto se hizo evidente en cuatro imágenes de Sharabha. Vikrama Chola construyó la primera, ubicada en el templo Vikramsolishwaram; otras dos imágenes, hechas por el gobernador Kulottunga Chola III están en los templos Darasuram y Kampahareshvarar, donde se ubican en un santuario separado.
Una escultura de Sharbeshwaramurti en  Tribhuvanam, un templo de Shivá en el distrito de Tanjore, en Tamil Nadu, posee tres piernas, con un cuerpo y rostro de león y una cola. Tiene cuatro brazos humanos: los derechos sostienen un hacha y un lazo, mientras que los izquierdos presentan un ciervo y una llama de fuego. Narasinja está representado con ocho brazos, echado bajo los pies del avatar. En el Templo Airavatesvara en Darasuram se puede observar una escultura poco frecuente del período Chola, tallada en basalto negro y que representa a Shivá como Sharabha. Está localizada en un pequeño santuario exclusivo y se trata de una representación del avatar con partes humanas, de ave y de bestia que destroza a la encarnación de Visnú. Esto es una muestra de las hostilidades entre los visnuístas y los shivaístas. En el templo de Chennakeshava, de Belur (1113), en Karnataka, la imagen de Gandaberunda —un ave con dos cabezas, asociada con Visnú— está integrada a una representación de una «cadena de destrucción». Se puede ver que un ciervo es presa de una pitón, levantada por un elefante atacado por un león, que a su vez es devorado por Sharabha. La última escena representada es la de Gandaberunda destruyendo al avatar.

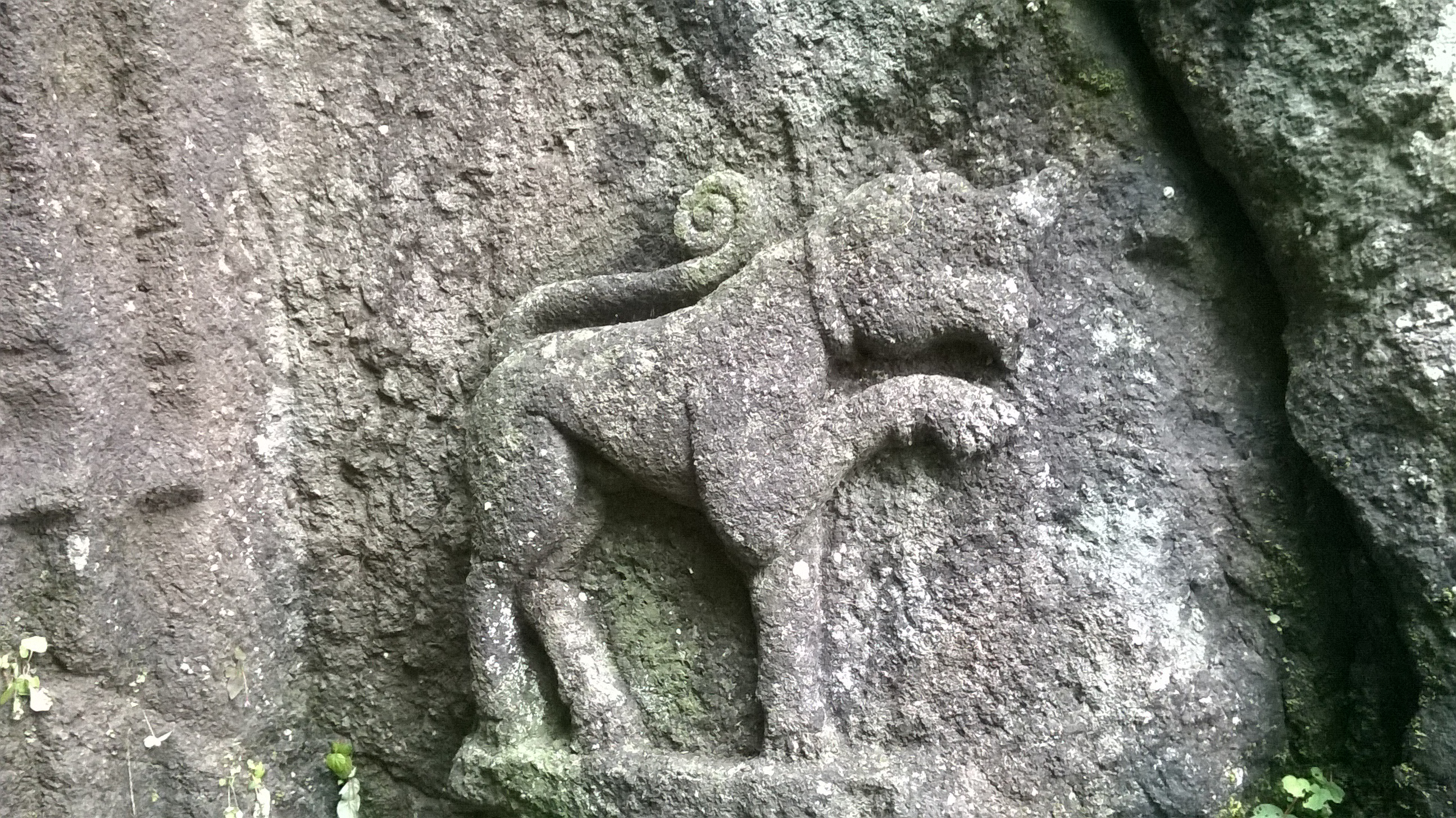
ídolo de Sharabha en el fuerte de Kothaligad.

En las representaciones del mito del enfrentamiento entre Shivá y Visnú, Sharabha presenta similitudes con Narasinja, pero se diferencia por poseer alas, que representan a Kali y Durga —los poderes femeninos o shaktis de Shiva—; el avatar también puede tener una cabeza de pájaro y estar adornado con serpientes a su alrededor.

## En las escrituras hindúes

### En elMahabharata
En el Mahabharata se narra que un perro, con ayuda de un rishi —sabio—, asumió formas animales diferentes, que van desde un tigre, pasando por un elefante y un léon hasta llegar a la de Sharabha y de esa forma, aterrorizó a los habitantes del monasterio. Luego, Sharabha se volvió más salvaje aún y quiso devorar al sabio, quien, debido a su benevolencia, pudo maldecirlo y obligarlo a regresar a su antigua forma de perro. En este relato, esta criatura no es el mismo Sharabha que se asocia con el dios Shiva.

### Puranas
Según los Puranas, Sharabha era uno de los sesenta y cuatro avatares (formas) de Shiva, con los cuales ayudaba a los devas y a los seres humanos.

### En textos Shaivita

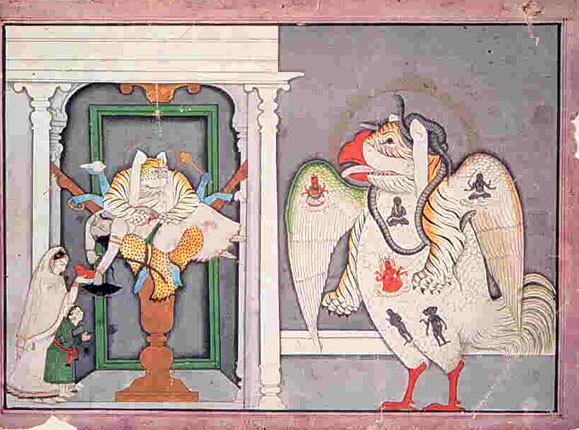
Sharabha (derecha) con Narasimha matando a Hiranyakashipu mientras Prahlada y su madre observan.

El mito de Sharabha como una encarnación de Shiva se narra en muchas escrituras hindúes, tales como el Sharabha Upanishad. En cada una se presenta una versión diferente para adaptarse a las creencias religiosas específicas. Pero un estribillo común en todas estas representaciones es que Sharabha es una combinación de una enorme bestia de ave animal con una enorme fuerza manifestada con el propósito de pacificar avatares feroces similares de Visnú como Narasimha (hombre-león) o Varaha (el jabalí).
La leyenda de Narasimha-Sharabha está vinculada a dioses que adoptan formas míticas de animales, como una forma más desatada del concepto que representan, para poder lograr así  matar o someter según sea el caso. Primero, Visnú asumió la forma de Narasimha para poder matar a Hiranyakashipu, un rey asura (demonio), que estaba aterrorizando al universo y es devoto de Shiva. El Shiva Purana menciona: Después de matar a Hiranyakashipu, la ira de Narasimha no se apaciguó; y debido a ello, el mundo tembló, temiendo lo que podría hacer Visnú en esta forma. Para que vuelva el equilibrio, los Devas (los dioses) le pidieron a Shiva que atacara a Narasimha. Inicialmente, Shiva saca a Virabhadra, una de sus formas terroríficas, para calmar a Narasimha. Cuando eso falló, Shiva se manifestó como el pájaro- lebrel humano Sharabha, con Pratyangiray Soolini, las energías femeninas de Shiva, formando sus alas. Sharabha luego atacó a Narasimha y lo inmovilizó mediante el despliegue de Pratyangira como arma. Así sofocó la rabia aterradora de Narasimha y restauró a Sattva en él. Narasimha se convirtió en un devoto de Shiva después de ser obligado por Sharabha. Sharabha luego decapitó y desoló a Narasimha para que Shiva pudiera usar la piel y la cabeza de león como prenda. El Linga Purana y Sharabha Upanishad También mencionó esta mutilación y asesinato de Narasimha. Después de la mutilación, Visnú asumió su forma normal y se retiró a su morada, después de alabar debidamente a Shiva; restaurandose así el equilibrio en el cosmos. Fue de aquí en adelante que Shiva llegó a ser conocida como "Sharabeshamurti" o "Simhagnamurti".
El Skanda Purana considera a Narasimha solo como una mera irritación y no como una amenaza para el mundo, al contrario de lo que se hizo notar en Shiva y Linga Puranas. La percepción era que Visnú podía adoptar permanentemente la forma feroz de Narasimha, lo que sería perjudicial para su función de hacer buenas obras. Por lo tanto, el propósito de Shiva asumiendo la forma de Sharabha era asegurar que el cuerpo de león de Visnú fuera descartado y se uniera con su forma divina original para mantener el equilibrio cósmico. Narasimha golpeó a Sharabha con su cuerpo, fue Visnú quien gimió de dolor y no Sharabha quien estaba en un "cuerpo de adamantino". Fue entonces cuando Visnú se dio cuenta de que Sharabha no era otro que Shiva, se inclinó y alabó a Sharabha. Shiva luego bendice a Visnú y le da una bendición para matar demonios. Un Purana termina la historia con dioses temiendo que Sharabha no sea capaz de controlar su ira y por lo tanto, instando a Shiva a renunciar a su forma de Sharabha. A partir de entonces, Shiva desmembró la forma de Sharabha; sus extremidades fueron regaladas y su torso se convirtió en Kapalika. El Vamana Purana también discute el cuento, terminando con Narasimha convirtiéndose en el Visnú calmado nuevamente y Sharabha convirtiéndose en un lingam, el símbolo de Shiva.
En el Kalika Purana, Varaha, el avatar del verraco de Visnú, tuvo un coqueteo amoroso con la diosa de la tierra. Él y sus tres hijos de jabalí crearon caos en el mundo, lo que obligó a Shiva a tomar la forma de Sharabha, para matar a la forma Varaha. Incluso, Visnú le pide a Shiva que destruya a Varaha, incapaz de controlar su propia forma. Aquí, Narasimha parece ayudar a Varaha. Sharabha mata a Narasimha primero y luego mata a Varaha, permitiendo que Visnú reabsorba las energías de sus dos formas feroces. Finalmente, Sharabha derrota a Visnú.

### En textos Vaishnava

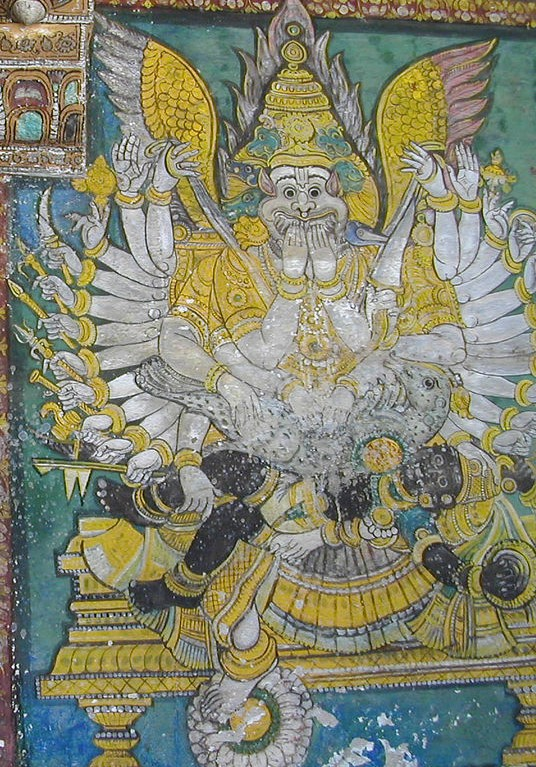
Narasimha se transformó en Gandaberunda, para combatir a Sharabha. Ashtamukha Gandaberunda Narasimha matando a Sharabha e Hiranyakashipu, representados en su regazo.

Los seguidores de Vaishnava, incluidos los estudiosos de Dvaita, como Vijayendra Tirtha (1514-1593) refutan la interpretación de Narasimha como destruida por Sharabha, ya que consideran que los Shavita Puranas son tamásicos -y por lo tanto no autoritativos- sobre la base de su lectura de los textos saturálicos Puranas y Shruti. La refutación de la leyenda de Sharabha junto con otras diez leyendas de Shaivite se discute en un texto de Vijayindra Tirtha llamado Shaivasarvasvakhandanam.
Algunas escrituras regionales del sur de la India narran que Narasimha tomó la forma de Gandaberunda (literalmente "el poderoso bicéfalo "), un ave-animal de dos cabezas más feroz, forma con la cual combate y destruye a la forma de Shiva-Sharabha; para restaurar así la armonía del cosmos.
El Sharabha Upanishad menciona que shara significa jiva ("alma") y Hari (Visnú) resplandece en la forma de Sharabha, y que Hari se ha manifestado como Sharabha que es capaz de otorgar moksha (salvación). Hay una referencia a Sharabha en el Visnú sahasranama, los 1000 nombres de Visnú, y el significado literal parece sugerir la alabanza de Sharabha (el animal que mata a los leones). .
Narasimhan Krishnamachari, un estudioso de la filosofía Vishishtadvaita, afirma que el nombre "Sharabha" ha sido interpretado de dos maneras: la primera interpretación significa "el Destructor (de aquellos que transgreden los límites de la ética)", como lo dio el comentarista Sri Vaishnavite, Parasara Bhattar, y la segunda interpretación fue dada por Adi Sankara, entre otros. El primero se basa en el verbo en sánscrito SR, que significa "dañar para destruir". Según CV Radhakrishna Sastri, "Sara" también se refiere a una flecha, y el cuerpo perecedero brilla si está dirigido a Bhagavan, porque Él brilla en ese cuerpo".
Adi Shankaracharya, como con la referencia en el Sharabha Upanishad, se refiere a este nombre como el 356no de Visnú sahasranama, para no mencionar al animal que mata al león y en cambio interpreta el nombre para decir, "Mientras el Señor brilla en el cuerpo como el Ser interno, Él se llama Sharabha, mientras que el cuerpo es sara (perecedero)". Como sugieren estos comentarios sobre el Visnú sahasranama, ninguno de ellos se refiere al avatar de Shiva.

## En las escrituras budistas

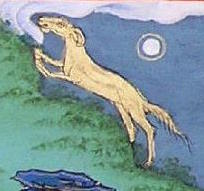
Sharabha se representa de forma similar a un ciervo, folio de los cuentos Jataka.

En los cuentos Jataka de las vidas previas de Buda, hay una narración relacionada con su nacimiento como Boddhisattva en un bosque como un Sharabha, el ciervo de ocho patas. Esta historia es de una sola compasión del venado mostrado hacia el Rey que quería cazar al venado. El Rey, mientras intentaba cazar al venado, cayó en un precipicio con su caballo. El venado en lugar de abandonar al rey a su suerte lo rescató. El rey se conmovió profundamente por la compasión mostrada por el ciervo y, a partir de entonces, promulgó un discurso que decía que la caza era una actividad ilegal en su país.
En el budismo tibetano, sharabha se representa como una bestia quimerica con cabeza y cuernos de cabra, la melena de un león y el cuerpo y las patas de un caballo. Simboliza la determinación, la fuerza y la velocidad. A veces, se representa adicionalmente con cuernos de un antílope y garras de un águila. A veces, la cabeza de la cabra es reemplazada por la de un león, la del caballo por la de un león y la de los cuernos por la de un carnero. Una característica común de todas las representaciones es el cuerpo del caballo. A menudo se representa como montes de Devas o enanos jóvenes en un Torana: un arco de seis niveles detrás de un trono iluminado de un Buda o Boddhisattva. Junto con los devas, simbolizan la perfección del esfuerzo (virya).

## El Sharabha Upanishad
Existe un libro sagrado de tipo Upanishad cuyo contenido está dedicado a la encarnación de Sharabha, concretamente el Sharabha Upanishad (en sánscrito: शरभ उपनिषत्, IAST: Sharabha Upaniṣad), este es un Upanishad menor del Atharva Veda. En una antología de idioma telugu de 108 Upanishads de la Muktika en la era moderna, narrada por Rama a Hanuman, aparece en el número de serie 50. La Upanishad es parte de la antología de 52 Upanishads populares en el norte de la India. ni se encuentra en la antología Bibliotheca Indica de Upanishads populares en el sur de India por Narayana. [2] Es uno de los 13 Shaiva Upanishads.
El Upanishad elogia al Señor Shiva como el Señor Supremo del mundo que se encarna como Sharabha, una versión parte pájaro, león, y humano, para enfrentarse al avatar Narasimha de tipo mitad león y mitad humano de Vishnu, cuando Narasimha se vuelve destructivo. Después de matar al avatar Narasimha, el texto establece que Sharabha le da el chakra sagrado a Visnu.
El texto también se suele llamar Pippaladadharmasastra, como una exposición del conocimiento del Señor Brahma al sabio Pippalada. Su título también se deletrea como Sarabha Upanishad o Sharabhopanishad.
El más conocido es el séptimo verso, en el que Shiva, complacido con la veneración de Vishnu, le regala el Chakra (rueda sagrada), la iconografía que comúnmente se encuentra en una de las manos de Vishnu, el murtis. En los últimos tres versículos, el Upanishad asegura la eficacia de Shiva para quemar todos los pecados si son causados y perpetuado por otros.

El que ha atravesado las penas, ve que Dios, que es un átomo dentro de un átomo, es burdo entre los burdos, que como Atman escondido en el corazón de los seres y que está más allá de la acción física, claramente por estas razones. Saludos a ese Rudra que es el dios más grande, que sostiene la Soola (lanza tridente) en su mano, que tiene una gran boca para tragar, que es el Maheswara y cuya bendición bienaventurar nos presentara.

fuente
Sharabha Upanishad 7-8,

La encarnación de Maheshwara como Sarabha significa el Paramatman, que combina todas las facetas del cuerpo, la mente y el jeeva. La narración del Upanishad, declara en el texto, que da Moksha o salvación.

## Como emblema

Gandaberunda, el emblema del estado de Karnataka, flanqueado por elefante de león amarillo de melena roja Sharabha

El Gobierno de Karnataka, la Universidad de Mysore y Karnataka Soaps and Detergents Limited (KSDL, una unidad industrial propiedad del Gobierno de Karnataka) han adoptado a Sharabha, con modificaciones y justificaciones apropiadas, como su emblema o logotipo.
En el logotipo de Karnataka Soaps and Detergents Limited, Sharabha se representa en forma de un cuerpo de león con la cabeza de un elefante para representar las virtudes de la sabiduría, el coraje y la fuerza. El emblema real de Mysore también ha sido adoptado por la Universidad de Mysore como su logotipo también. Este logotipo muestra a Gandabherunda flanqueada a ambos lados por el elefante león, más fuerte que el león y el elefante y defensor de la rectitud, coronada por un león.